# Candelabrum minutum
Candelabrum minutum är en nässeldjursart som först beskrevs av Bonnevie 1898.  Candelabrum minutum ingår i släktet Candelabrum och familjen Candelabridae. Inga underarter finns listade i Catalogue of Life.